# Кокдала (Китай)
Кокдала (кит. спр. 可克达拉市, піньїнь: Kěkèdálā Shì, трансліт. Kokdala) — прикордонне місто-повіт в китайській автономії Сіньцзян; з трьох боків оточене Ілі-Казахською автономною областю, до складу якої не входить; де-факто знаходиться під управлінням Сіньцзянського корпусу виробництва і будівництва. 

## Географія
Кокдала лежить на Кульджинській рівнині на північ від гірського пасма Кетмень.

### Клімат
Місто знаходиться у зоні, котра характеризується вологим континентальним кліматом. Найтепліший місяць — липень із середньою температурою 24.23 °C. Найхолодніший місяць — січень, із середньою температурою -7.48 °С.
| Клімат Кокдали               | Клімат Кокдали | Клімат Кокдали | Клімат Кокдали | Клімат Кокдали | Клімат Кокдали | Клімат Кокдали | Клімат Кокдали | Клімат Кокдали | Клімат Кокдали | Клімат Кокдали | Клімат Кокдали | Клімат Кокдали | Клімат Кокдали |
| Показник                     | Січ.           | Лют.           | Бер.           | Квіт.          | Трав.          | Черв.          | Лип.           | Серп.          | Вер.           | Жовт.          | Лист.          | Груд.          | Рік            |
| Абсолютний максимум, °C      | 5              | 7              | 24             | 37             | 35             | 37             | 40             | 40             | 35             | 28             | 22             | 10             | 40             |
| Середній максимум, °C        | −4,3           | −1,7           | 7              | 16,1           | 21,4           | 25,4           | 28             | 27,1           | 21,7           | 13,9           | 4,2            | −1,9           | 13,1           |
| Середня температура, °C      | −7,5           | −5,2           | 3,9            | 12,7           | 17,9           | 21,7           | 24,2           | 23,1           | 17,8           | 10,2           | −1,2           | −4,5           | 9,6            |
| Середній мінімум, °C         | −11,1          | −9,2           | −0,1           | 8,5            | 13,6           | 17,3           | 19,6           | 18,2           | 12,8           | 5,8            | −2,2           | −7,5           | 5,5            |
| Абсолютний мінімум, °C       | −26            | −23            | −18            | −6             | 0              | 6              | 12             | 7              | 1              | −9             | −15            | −22            | −26            |
| Норма опадів, мм             | 21.4           | 29.8           | 36             | 60.6           | 69.4           | 70.4           | 46.8           | 48.7           | 36.6           | 40.8           | 47.2           | 31.2           | 538.9          |
| Днів з опадами               | 5,9            | 5,8            | 7,6            | 12,3           | 12,6           | 16,7           | 12,6           | 11             | 9,3            | 8,6            | 8,2            | 6,1            | 116,7          |
| Вологість повітря, %         | 68.3           | 71.5           | 61.1           | 47.6           | 38.4           | 38.3           | 33.5           | 35.2           | 35.7           | 42.4           | 54.7           | 61.8           | 49             |
| ---------------------------- | -------------- | -------------- | -------------- | -------------- | -------------- | -------------- | -------------- | -------------- | -------------- | -------------- | -------------- | -------------- | -------------- |
| Джерело: Weather and Climate |                |                |                |                |                |                |                |                |                |                |                |                |                |